# (18461) Seiichikanno
(18461) Seiichikanno est un astéroïde de la ceinture principale.

## Description
(18461) Seiichikanno est un astéroïde de la ceinture principale. Il fut découvert le 17 août 1995 à Nanyo par Tomimaru Okuni. Il présente une orbite caractérisée par un demi-grand axe de 2,65 UA, une excentricité de 0,11 et une inclinaison de 13,8° par rapport à l'écliptique.

## Compléments